# Władysław Tarnowski

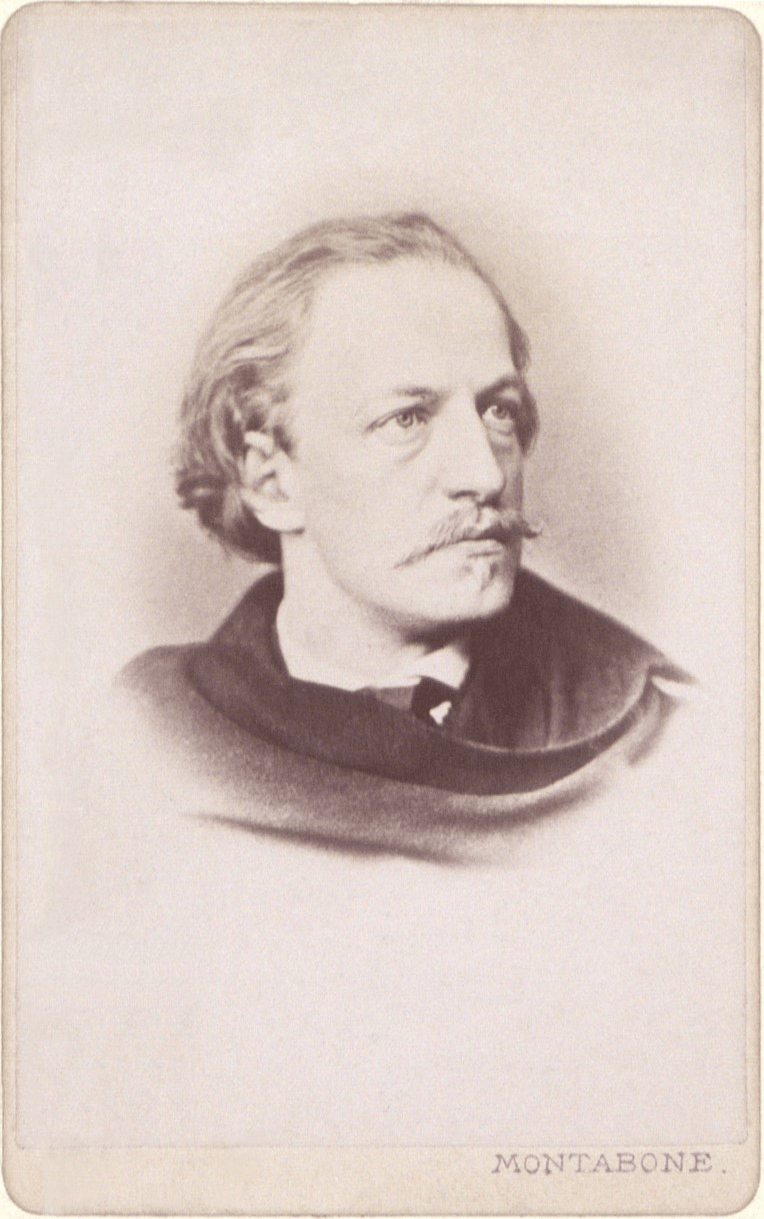
Władysław Tarnowski, foto av Luigi Montabone, 1873.

Władysław Tarnowski, född 4 juni 1836 i byn Wróblewice i österrikiska Galizien, död 19 april 1878, var kompositör, pianist, diktare, dramatiker, tolk och konstkritiker och skrev både på polska och tyska. Han skrev under sitt eget namn, men skrev också under olika pseudonymer, först och främst som Ernest Buława.

## Biografi
Władysław Tarnowski var son till greve Walerian Tarnowski och Ernestyna, född grevinnan Tarnowska. Hans mor dog när han var fyra år gammal.  En av hans äldsta vänner var Artur Grottger som ofta var hans gäst med sin familj. Władysław började visa sin musiktalang mycket tidigt och hans familj var inte uppmuntrande, men ändå presenterade de honom för Frédéric Chopin och inte heller bröt de kontakterna med den konstnärligt begåvade familjen Grottger.
Tarnowski började sin utbildning i Lviv och sedan fortsatte han den i gymnasiet i Kraków varefter han på Jagellonska universitetet läste juridik och filosofi. År 1861 dog hans far och han, som var den äldste sonen, ärvde Wróblowice. Han började sin musikutbildning på konservatorium i Paris, hos Daniel Auber, men han avbröt den år 1863 när Januariupproret utbröt då han återvände till Lviv. Först jobbade han där med försörjning av upprorstrupperna, sedan som hemlig kurir mellan Lviv, Kraków och Warszawa. Därpå stred han i regementet kallad ”Dödens Zuava”. Han skrev också upprorsdikter och sånger. Mest populär av dem var sången: ”Jak to na wojence ładnie” <”Det är så fint i kriget”> som var också känd som: ”A kto chce rozkoszy użyć”.
Efter upproret fortsatte han sin musikutbildning först i Paris och sedan på konservatorium i Leipzig hos Ignaz Moscheles och E.F. Richter i fråga om komposition och även hos Franz Liszt. List uppskattade mycket hans sätt att spela piano och han tyckte att han var lika begåvad som A.Rubistein och H. von Bülow. Efter en av Władysławs konserter i Rom, sade List följande ord: ”Det här är min efterträdare som skall överstiga mig”. Så här beskrev han också Władysław i ett brev: ”Min nya vän är melankolisk, återhållsam, saktmodig och fåordig”.
Władysław var också en känd globetrotter och han var mycket fascinerad av Orienten. Han brukade tillbringa vintrar i södra Europa, ofta i Italien, Rom, Neapel, och också i Florens, Venedig och på Sicilien. Hans fascination för Orienten och Italien var orsaken till vänskapen med Angelo De Gubernatis, en italiensk kännare av Orienten. Till sina hemtrakter brukade han åka till våren. Han var också mycket ofta  i Wien och Dresden. Han besökte också Schweiz, England, Spanien, Portugal, Grekland, Turkiet, Syrien och Heliga landet. Under ”jorden runt”-resan var han också i Egypten och Indien. Han förberedde sig alltid för varje resa i form av översättning av verk som hade samband med de länder han ville besöka. Han skrev också sina egna verk som blev inspirerade av det som han såg och hörde i de länderna.

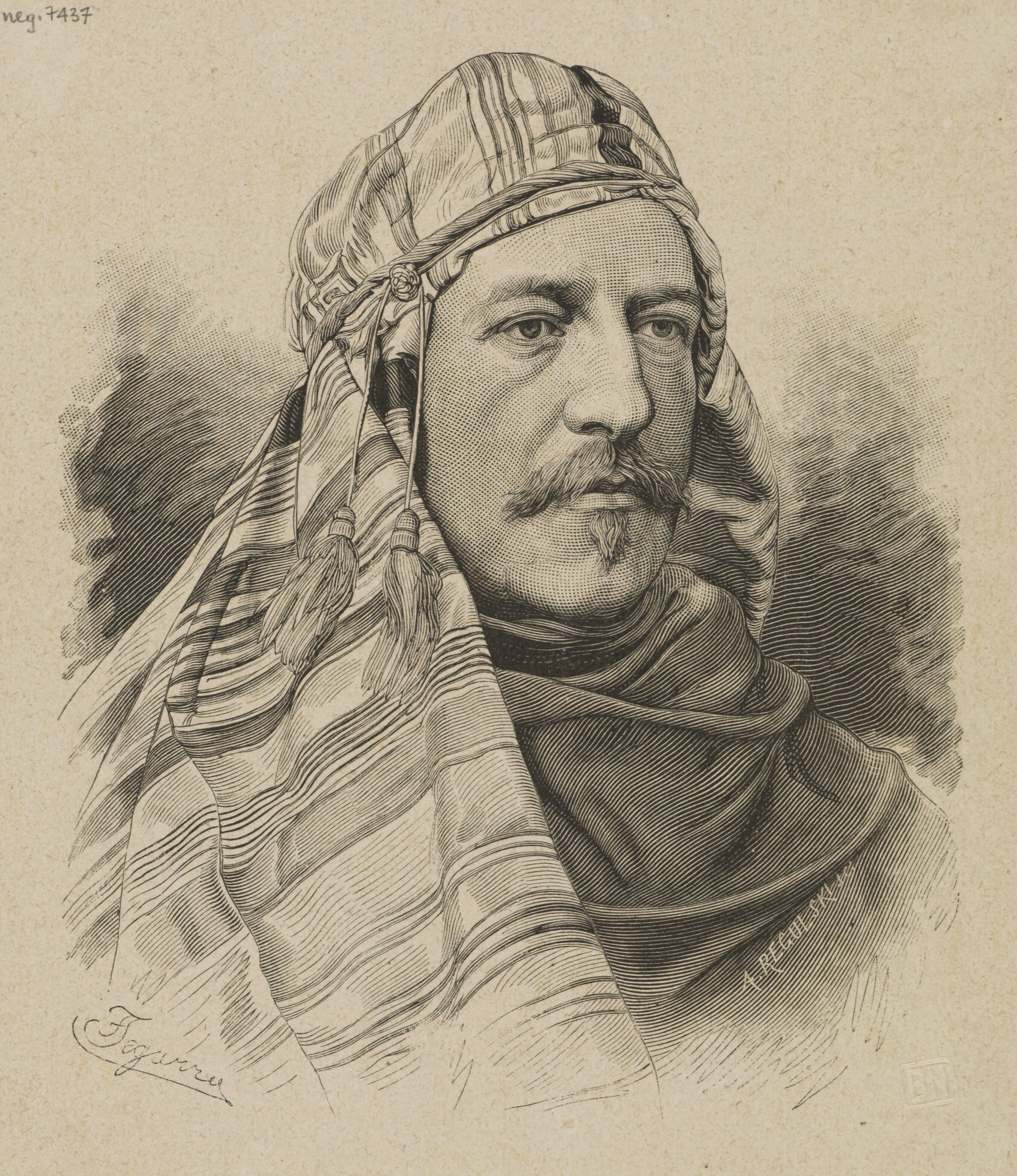
A.T. Regulski och Fr. Tegazzo Władysław Tarnowski i kostym (souvenir) av resan.

Han dog under ”jorden runt” resan på fartyget ”Pacific” vid Californiakusten nära San Francisco. Han blev begraven på en kyrkogård i sin hemby Wroblewice. Han lämnade efter sig en konstsamling och minnen som grundandet av skolan i Wroblowice. Man var lite bekymrad under hans liv att han på grund av sitt stora ägnande åt konsten skulle missköta familjeegendomen, men trots de många resorna visade det sig att egendomen blev större och utan några skulder.

## Konserter[13]
- Wrocław, 1860 och 1875,
- Lviv, 1871 [1],1875,
- Warszawa,[1]
- Wien, 1870,[14]
- Venedig och Florens, 1871 [15], 1872,
- Paris, 1873,
- Grekland [16],

## Musikkompositioner[17][18][19]
- För kammarorkester:
  - Kwartet smyczkowy D-dur [20]
  - Fantasia quasi una sonata (för violin och piano) [21]
  - Au souvenir d’un ange (för violin och piano) (Wien, ca 1876, förlag V. Kratochwill)
- För piano:
  - 3 mazurki (3 Mazurkas, Wien, ca 1870, förlag Bösendorfera)
  - 2 pieces: Chart sans paroles och Valse-poeme (Leipzig ca 1870, förlag Ch. F Kahut)
  - Impromptu ”L’adieu de l’artiste” (Wien, ca 1870, förlag J. Gutmann) [22]
  - Sonate pour Piano composée et dediéé à son ami Br. Zawadzki. (V. Kratochwill, Wien, ca 1875) [23]
  - Grande polonaise quasi rapsodie symphonique (J. Gutmann, Wien, ca 1875)
  - Extases au Bosphor, fantasie rapsodie sur les melodies orientales op. 10 (Forberg, Leipzig, ca 1875)
  - Polonez dla Teofila Lenartowicza (1872) [24]
  - Marsz żałobny z osobnej całości symfonicznej poświęcony pamięci Augusta Bielowskiego (Karol Wild, Lviv, 1876)[25][26]
  - Ave Maria (”Album muzeum Narodowego w Raperswyllu”, 1876, sid. 577 och 578.) Ave Maria
  - Andantino pensieroso (”Echo Muzyczne”, Warszawa, 6, 17 XII 1878) [27]

- Nocturnes och romances:
  - Nocturne dédié à sa soeur Marie (Wien, odaterad publikation)[28][29]
  - Nuit sombre[30]
  - Nuit claire[30]
- Sången:
  - ”A kto chce rozkoszy użyć”, <”Det är så fint i kriget”> annan titel: ”Jak to na wojence ładnie” [31]
  - Cypryssen 5 characterische Gesänge (Bösendorfer, Wien, ca 1870), Herangedämmert kam der Abend, Die Perle, Die Schwalben, Im Traum sah ich das Liebchen och femte sång: Ich sank verweint in sanften Schlummer [32]
  - Neig, o Schöne Knospe (J. Gutmann, Wien, ca 1870) [33]
  - Kennst du die Rosen (J. Gutmann, Wien, ca 1870) [34]
  - 2 Gesänge: Du buch mit Sieben Siegeln och  Ob du nun ruhst. (V. Kratochwill, Wien, ca 1870) [35]
  - Still klingt das Glöcklein durch Felder (J. Gutmann, Wien, ca 1875) Still klingt das Glocklein durch Felder - ackompanjemang till din sång
  - 2 Gesänge: Klänge und Schmerzen och Nächtliche Regung (Ch. E. Kahnt, Leipzig, ca 1870,)
  - Mein Kahn
  - Strofa dello Strozzi e la risposttadi Michalangelo (Carisch)[36]
- För scenen:
  - Achmed oder der Pilger der Liebe (R. Forberg, Leipzig, ca 1875)
  - Karlińscy <”Familjen Karliski”> (Gubrynowicz i Schmidt, Lviv, 1874)
  - Joanna Grey (V. Kratochwill, Wien, 1875)

## Litterära verk

### Lyrik
- - Poezye studenta (volym 1-4, F.A. Brockhaus, Leipzig, 1863-65) [37]
  - Krople czary (P. Rhode, Leipzig, 1865,) [38][39]
  - Szkice helweckie i Talia (P. Rhode, Leipzig, 1868)
  - Piołuny (J.I. Kraszewski, Dresden, 1869) [40]
  - Nowe Poezye (Księgarnia Seyferta i Czajkowskiego, Lviv, 1872) [41]
  - Kochankowie ojczyzny (poemen i: ”Album Muzeum Narodowego w Raperswilu w stulecie 1772 r.”, 1872, sid. 232-278.[42]

### Dramatik
- - Izaak (Lviv, 1871) [43]
  - Karlinscy <”Familjen Karlinski”> (Księgarnia Gubrynowicza i Schmidta, Lviv, 1874) [44]
  - Joanna Grey (Księgarnia Gubrynowicza i Schmidta, Lviv, 1874) [45]
  - Achmed oder die Pilger der Liebe (på tyska) Władysław Tarnowski Achmed al Kameel oder der Pilgerder Liebe. – manuskript.